# Engelsk-Dansk Biscuits Fabrik
Engelsk-Dansk Biscuits Fabrik var en stor småkagefabrik grundlagt 1900. Den havde fra 1912 til huse i Heimdalsgade 35-37 på Nørrebro i København.
De stadigt eksisterende bygninger i nationalromantisk stil i Heimdalsgade fra 1912 er tegnet af arkitekten Olaf Petri.
Fabrikken, der især beskæftigede mange kvinder, måtte lukke i 1978.
Gamle kagedåser med firmaets navn dukker ofte op på loppemarkeder etc.
|  | Denne artikel om en bygning eller et bygningsværk kan blive bedre, hvis der indsættes et (bedre) billede. Du kan hjælpe ved at afsøge Wikimedia Commons for et passende billede eller lægge et op på Wikimedia Commons med en af de tilladte licenser og indsætte det i artiklen. |

55°42′8.24″N 12°32′39.27″Ø / 55.7022889°N 12.5442417°Ø